# Cliff Barnes and the Fear of Winning
Cliff Barnes and the Fear of Winning ist eine deutsche Independent-Rock-Band, die 1986 in Quakenbrück gegründet und 1992 erstmals aufgelöst wurde. 2001 fand eine erste und 2014 eine zweite Neugründung statt.

## Geschichte
Initiatoren waren der Engländer Robert „Tijuana“ Giddens, der als Manager von DAF in England schon von sich reden gemacht hatte, der Gitarrist Heinz „Henry“ Rebellius und Manager Gisbert Wegener. Bevor es überhaupt einen einzigen Song gab, machte der außergewöhnliche Name der Band die Runde – und die Storys, die über sie in der Presse auftauchten. Demnach waren die beiden Musiker, die sich für dieses Projekt neue Namen gaben – Bobby Tijuana und 'Big Dog' Doug LaTrine –, US-Amerikaner aus Tucson, Arizona, die aufgrund ihrer antiamerikanischen Texte einen schweren Stand in den USA hatten und deshalb angeblich nur in Deutschland eine Plattenfirma für ihr Material begeistern konnten. Willie Nelson persönlich soll sie aus einer gemeinsamen Tournee herausgeworfen haben, so das ungewöhnlich aufwendige und vollmundige Promo-Material der Band. Storys, die die deutschen Medien gerne aufnahmen und weitergaben, und die der Band zu einem sehr guten Start verholfen haben. So war die allererste Tour, die im Herbst stattfand, bereits nahezu ausverkauft, ohne dass überhaupt ein Tonträger erschienen war. Als Band engagierten Tijuana und LaTrine Musiker der Osnabrücker Skandal-Comedy-Truppe Die angefahrenen Schulkinder und daraus erwuchs im Lauf der Zeit eine gleichberechtigte Band, in der die Osnabrücker ihren vom Rock beeinflussten Stil immer mehr in die von Country-Musik beeinflussten Songs von Tijuana und LaTrine einbringen konnten. Der erste Tonträger erschien Anfang 1987, mit der LP/CD The Record that Took 300 Million Years to Make. Der Titel war eine Idee ihres ersten Managers Gisbert Wegener. Plattenfirma war Happy Valley Records von Mick Franke aus Osnabrück, der die Band auch produzierte. Es folgten in den nächsten Jahren ca. 300 Konzerte, zwei Tourneen durch Texas, 1989 eine Aufsehen erregende Tour durch die DDR nach offizieller Einladung durch die FDJ, sowie mehrere LP- und CD-Veröffentlichungen. Darunter auch die LP Cliff Barnes and the Fear of Winning, die als erste Kooperation zwischen einem DDR- und BRD-Label in die Geschichte eingehen sollte. Das DDR-Label war KPM-Records, das die Musiker der Band City betrieben, das BRD-Label Happy Valley Records.
Einer der größten Erfolge der Band – vornehmlich in der deutschen Independent-Szene – war eine Hommage an Nancy und Ronald Reagan, die offiziell Nancy & Ronnie in the White House genannt wurde, intern aber mit F***ing in the White House durchging. Ebenso bekannt war die Coverversion des Led-Zeppelin-Titels Whole Lotta Love, die den berühmten Riff noch um einiges verlangsamte und mit einer Dobro-Intro würzte. Sehr beliebt auch das legendäre "I’m an Asshole"-T-Shirt sowie das eigene, bilinguale Fanzine, The Cactus News.
2001 gab es eine Wiedervereinigung für eine CD-Veröffentlichung mit zum Teil neuen Musikern und einige Konzerte, u. a. im Vorprogramm von Tony Joe White. Davor hatten Tijuana, Rebellius und Praed eine unter dem Namen Illegal Artists in Austin (Texas) eingespielte CD weltweit veröffentlicht.
Der Stil von Cliff Barnes and the Fear of Winning kann als „Independent mit Country-Touch“ oder vage als Alternative Country bezeichnet werden. Der Name der Band ist an eine Figur aus der Fernsehserie Dallas angelehnt.
Achim Färber und Deko Pellmann, die beiden Schlagzeuger von Cliff Barnes and the Fear of Winning, standen, bzw. im Fall von Pellmann: stehen, im Übrigen in Diensten von Phillip Boa and the Voodooclub, und auch Rebellius hat auf einer CD von Boa einige Bass-Tracks eingespielt.
Im Jahr 2009 taten sich Tijuana Giddens und Rebellius wieder zusammen, um die Band „Artland Country Club“ aus der Taufe zu heben. Ihr Musikstil erscheint noch mehr Roots-orientiert, das Klangbild ist geprägt von akustischen Gitarren, aber auch Saxofon, Marimbafon und Perkussion. Der Artland Country Club stellte 2010 sein selbst entwickeltes Pedal Power System vor – ein Stromerzeugungs-System, das mithilfe von vier Fahrrädern die elektrische Energie erzeugt, die die Band für ihre Auftritte benötigt.
2014 – 25 Jahre nach dem Fall der Berliner Mauer, den Cliff Barnes and the Fear of Winning damals in der DDR miterlebten – gibt es eine weitere Reunion der Band, deren Kern aus Robert „Tijuana“ Giddens, Marcus Praed und Heinz „Henry“ Rebellius besteht. In dieser Besetzung wurde das Album World2Hot eingespielt, das Ende 2016 bei dem Osnabrücker Label Timezone erschien. Die Kernbesetzung erweiterte der Schlagzeuger Lars Plogtschies aus Lüneburg.

## Diskografie
- 1986: Nancy and Ronnie (7", Outatune Records)
- 1987: The Record That Took 300 Million Years to Make (Happy Valley Records)
- 1988: Spike! (Happy Valley Records)
- 1989: Guns, Love and a Cactus in You Heart (Happy Valley Records)
- 1989: Cliff Barnes and the Fear of Winning (KPM Records (DDR-Label))
- 1991: Live at the World (Intercord Record Service)
- 2001: Godsatwork (Ulftone)
- 2016: World2Hot (Timezone)